# Owenus variegatus
Owenus variegatus är en stekelart som först beskrevs av Morley 1916.  Owenus variegatus ingår i släktet Owenus och familjen brokparasitsteklar. Inga underarter finns listade i Catalogue of Life.